# Bibi Torriani
Richard Torriani –conocido como Bibi Torriani– (Sankt Moritz, 1 de octubre de 1911-Coira, 3 de septiembre de 1988) fue un deportista suizo que compitió en hockey sobre hielo y luge.
Participó en tres Juegos Olímpicos de Invierno entre los años 1928 y 1948, obteniendo dos medallas, bronce en Sankt-Moritz 1928 y bronce en Sankt-Moritz 1948, ambas en hockey sobre hielo. Ganó seis medallas en el Campeonato Mundial de Hockey sobre Hielo entre los años 1928 y 1948.
Además, obtuvo una medalla en el Campeonato Mundial de Luge de 1957.

## Palmarés internacional
| Juegos Olímpicos   | Juegos Olímpicos        | Juegos Olímpicos  | Juegos Olímpicos |
| Año                | Lugar                   | Medalla           | Competición      |
| ------------------ | ----------------------- | ----------------- | ---------------- |
| 1928               | Sankt-Moritz (Suiza)    | Medalla de bronce | Torneo masculino |
| 1948               | Sankt-Moritz (Suiza)    | Medalla de bronce | Torneo masculino |
| Campeonato Mundial |                         |                   |                  |
| Año                | Lugar                   | Medalla           | Competición      |
| 1928               | Sankt-Moritz (Suiza)    | Medalla de bronce | Torneo masculino |
| 1930               | Berlín (Alemania)       | Medalla de bronce | Torneo masculino |
| 1935               | Davos (Suiza)           | Medalla de plata  | Torneo masculino |
| 1937               | Londres (Reino Unido)   | Medalla de bronce | Torneo masculino |
| 1939               | Zúrich, Basilea (Suiza) | Medalla de bronce | Torneo masculino |
| 1948               | Sankt-Moritz (Suiza)    | Medalla de bronce | Torneo masculino |

| Campeonato Mundial | Campeonato Mundial | Campeonato Mundial | Campeonato Mundial |
| Año                | Lugar              | Medalla            | Prueba             |
| ------------------ | ------------------ | ------------------ | ------------------ |
| 1957               | Davos (Suiza)      | Medalla de plata   | Individual         |